# Palazzo Tumminelli-Paternò
Il palazzo Tumminelli-Paternò, meglio definito come palazzo Dell'Aira-Tumminelli, è un edificio storico ubicato all'interno del centro storico di Caltanissetta con ingresso al n. 6 di via Mussomeli; si trova a qualche decina di metri dalla chiesa di Sant'Antonio alla Saccara, nel rione Cozzarello, più comunemente conosciuto come quartiere della Saccara, al confine con il rione di Santa Venera.
Il palazzetto conserva la sua originale architettura del XVIII secolo e si caratterizza per una geometria quadrangolare che comprende quasi tutto l'isolato che lo contiene.
La caratteristica che caratterizza maggiormente l'edificio è data dalla presenza di cinque balconi barocchi sagomati in ferro battuto.
Questo edificio ha un notevole «interesse storico per le caratteristiche architettoniche e storiche che sono l'espressione sociale di una borghesia emergente nel XVIII sec».

## Storia
L'edificio era certamente presente già nella prima metà del XVIII secolo, dal momento che in un documento dell'arciprete Domenico Riva nel 1731 si parla della famiglia Dell'Ajra nel quartiere di Santa Venera come abitante nella via a questa dedicata, via poi diventata via Parrinello e quindi l'attuale via Mussomeli; infatti, all'epoca si era soliti intitolare la via alla famiglia più illustre che vi abitava.
Nel 1802 lo stesso immobile era stato oggetto di un lascito testamentario da parte di Nicolò Dell'Aira; figlio maschio di Ignazio il primo proprietario noto dell'immobile.
Nel 1842 nella prima stesura del catasto, l'edificio è censito in via Dell'Ajra e Saccara.
Grazia Bordonaro vedova ed erede del Nicolò Dell'Aira dona l'immobile alla figlia Giovanna Dell'Aira andata in sposa a Francesco Tumminelli, che diventa l'amministratore dotale dei beni della moglie. Terzo di otto figli in questo palazzo nacque Mauro Tumminelli.
La figlia di questi Vincenza e lo zio Luigi Dell'Aira acquisiranno il bene, suddiviso in due parti equivalenti, con in comune la piccola corte e la prima comune rampa di accesso ai vani del primo piano. Da questi per successive eredità e acquisti la proprietà è pervenuta agli attuali proprietari.
Il palazzetto nel giugno 2015 è stato oggetto di una ricognizione e di uno studio di restauro conservativo da parte di studenti di architettura dell'Università Kore di Enna.
In data 7 febbraio 2018 l'immobile è stato sottoposto a vincolo da parte della Sovraintendenza dei Beni Culturali e Ambientali di Caltanissetta con D. D. G. 480.

## Descrizione

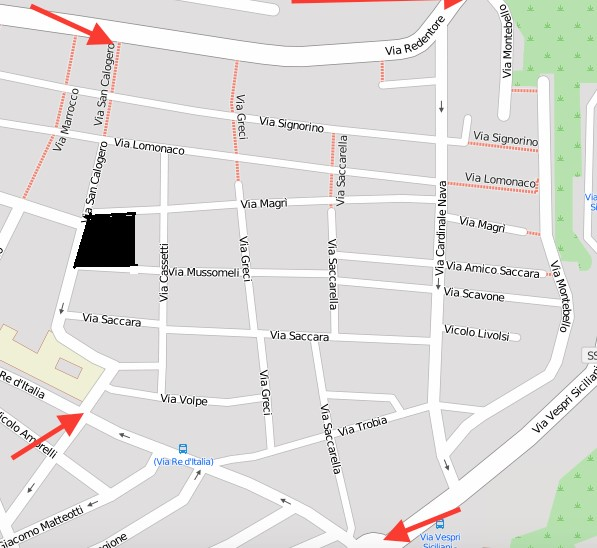
I palazzetto inserito nel quartiere della Saccara con indicazione dei vertici

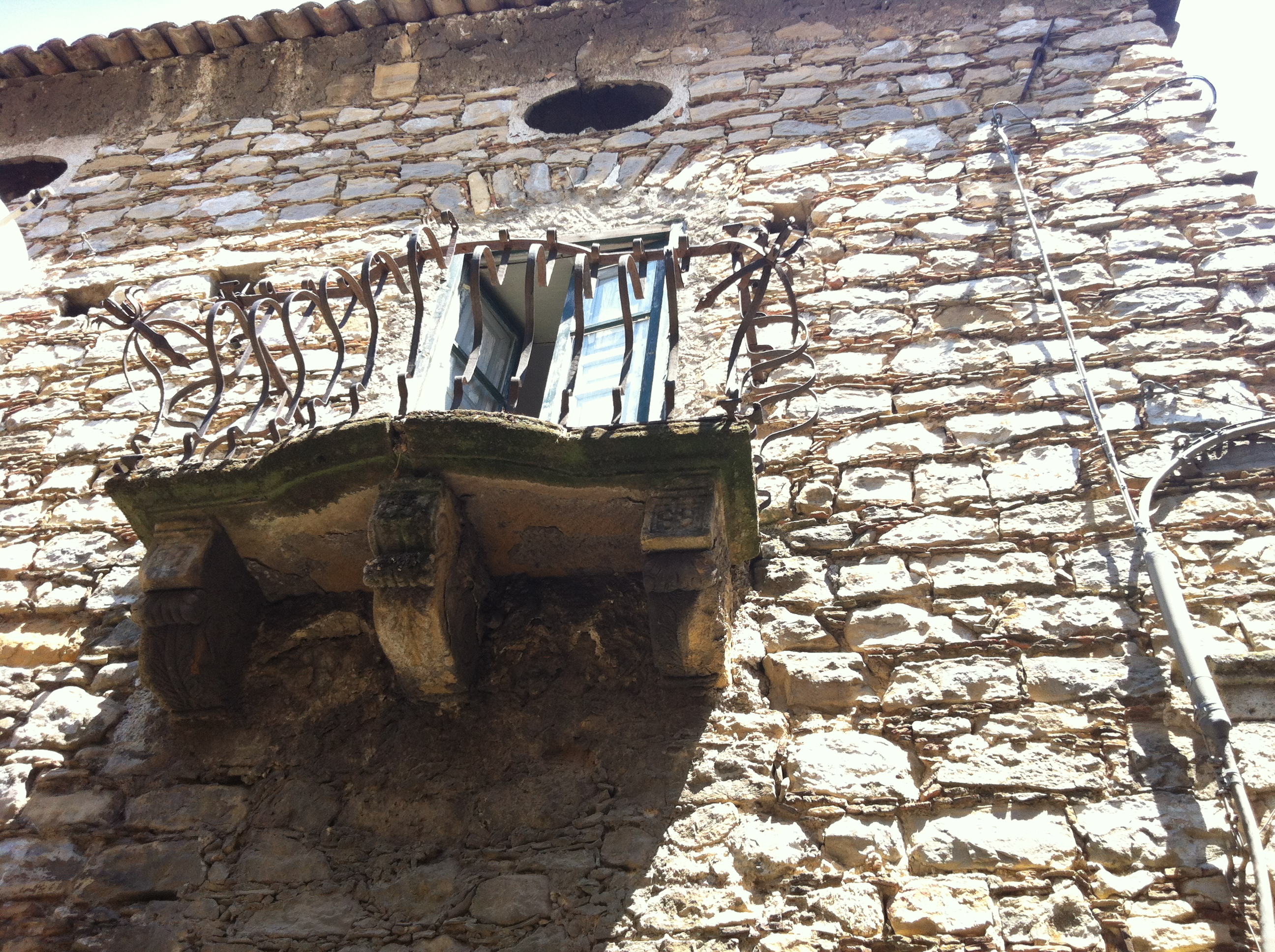
Particolare dei balconi alla spagnola

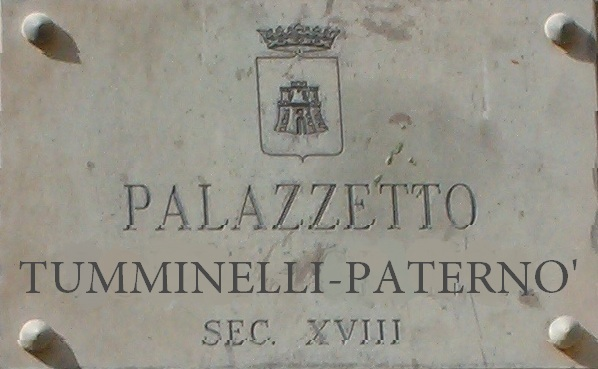
Targa del Palazzo

Il palazzetto è posto al confine tra il rione Cozzarello o della Saccara e il rione di Santa Venera di Caltanissetta, all'altezza dell'incrocio tra via Maida e via San Calogero, circoscritto tra via Magrì e via Mussomeli dove ha il portone di ingresso al numero 6. Di fronte sull'angolo di via Maida v'è il coevo palazzetto Loria-Giunta.
I tre lati del prospetto sono in pietra nuda (pietra sugliata). 
Il palazzetto si caratterizza per la presenza di sette balconi con ballatoi in pietra sostenuti da mensole scolpite in pietra arenaria locale (pietra di Sabucina), insieme ad una terrazza con balconi in ferro che sovrasta il portone di ingresso. In epoca passata un balcone, presente sul lato di destra del palazzetto in via Mussomeli, è stato trasformato in una finestra. In origine i balconi con mensole erano otto, quattro su via San Calogero e quattro su via Mussomeli, più la balconata in ferro battuto della terrazza sopra il portone.
Alcuni balconi, quattro su via di San Calogero e uno su via Mussomeli, si caratterizzano per le tipiche ringhiere d'epoca barocca, in ferro battuto, sagomate “alla Spagnola”; gli altri tre balconi sono anch'essi in ferro battuto ma di epoca successiva. Ogni balcone è sostenuto da tre mensole decorate con motivi floreali.
Caratteristico il portone in legno con architravi sagomate in pietra di Sabucina. Il portone chiude un cortile interno ed è sovrastato da una terrazza che si affaccia sullo stesso cortile e sulla via con due balconate in ferro battuto.
Sono anche caratteristiche le aperture ad occhio centrate sull'asse delle sottostanti aperture dei balconi; queste sono disposte all'altezza del piano di sottotetto che illuminano ed arieggiano.
Il palazzetto consta di varie unita immobiliari, per un totale di oltre 20 vani, alle quali si accede grazie ad una breve scala che si divide in due rampe; inoltre, sul piano strada vi sono in totale quattro ingressi che portano a vari locali magazzino.
I vani delle abitazioni non presentano elementi di decoro particolare.